# Observatoire astronomique

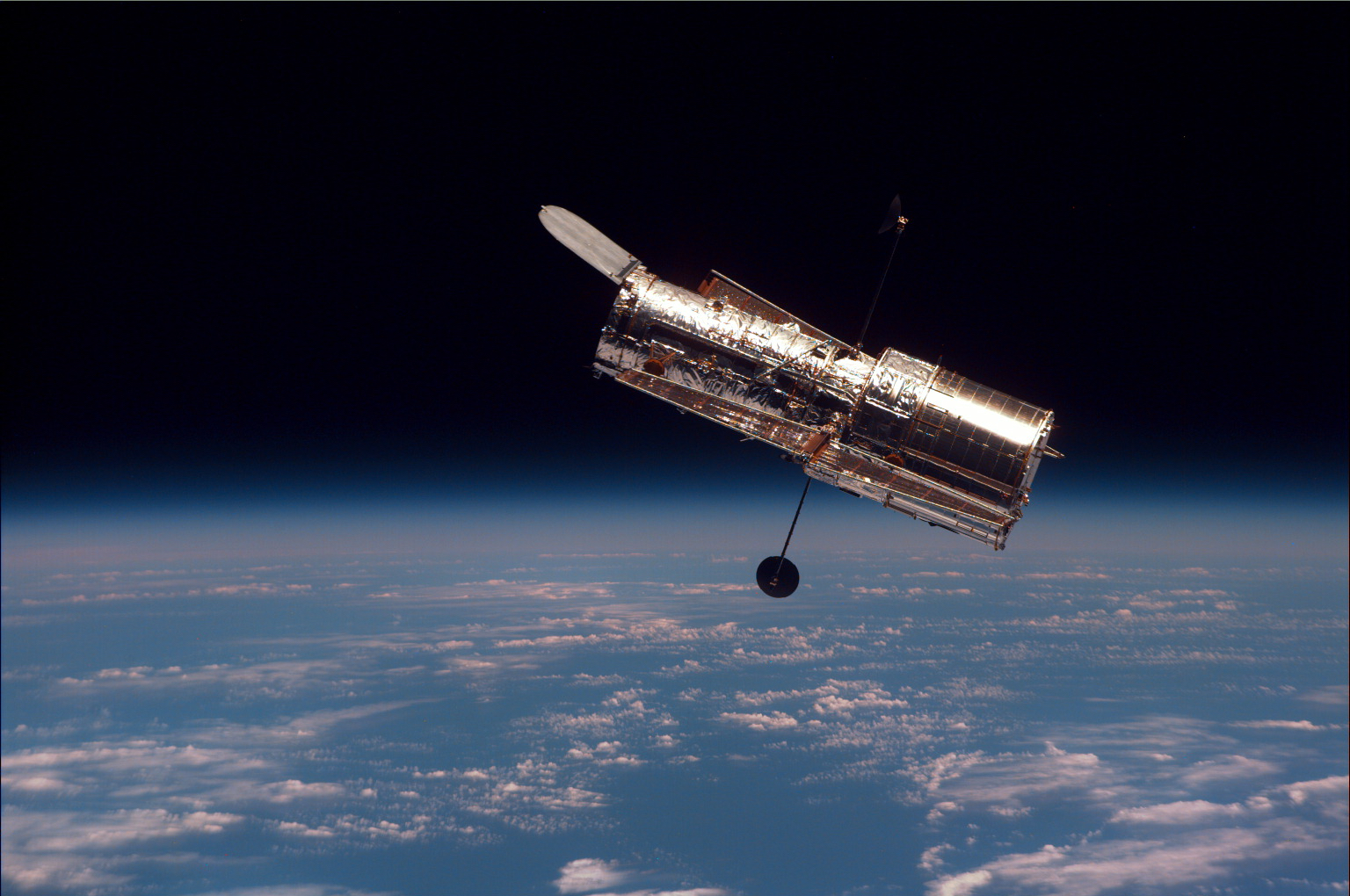
Exemple d'observatoire/télescope spatial : Hubble.

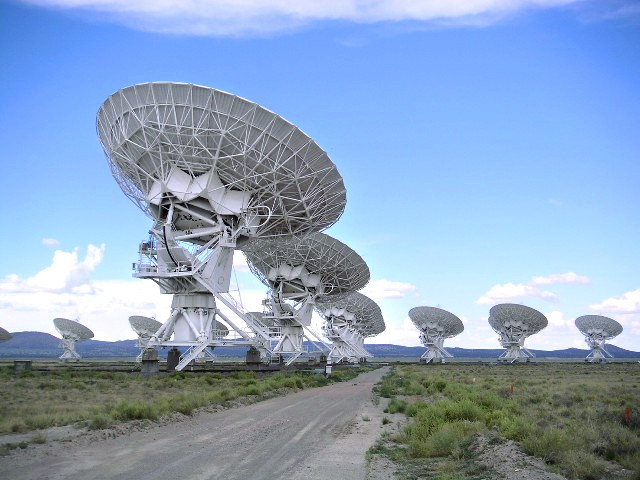
Exemple de radiotélescope : le Very Large Array.

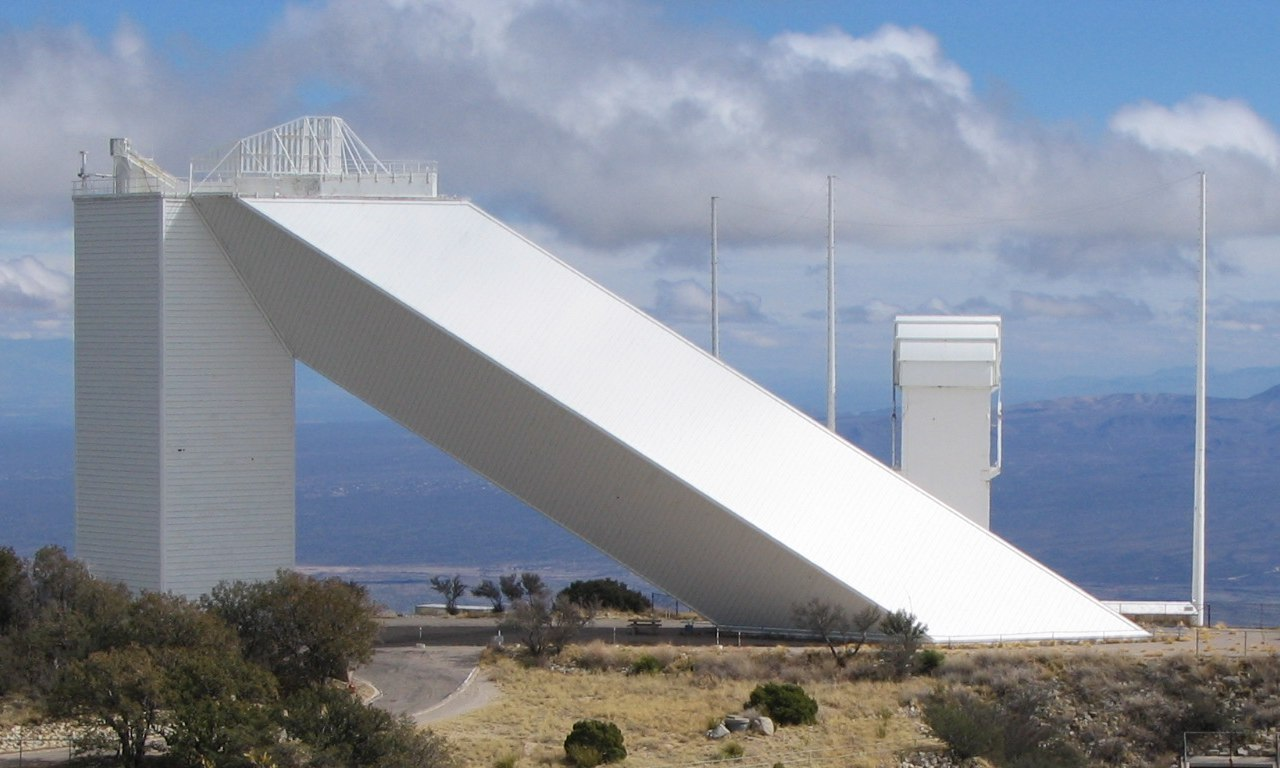
Exemple de télescope solaire : le télescope solaire McMarth-Pierce, à l'observatoire de Kitt Peak.

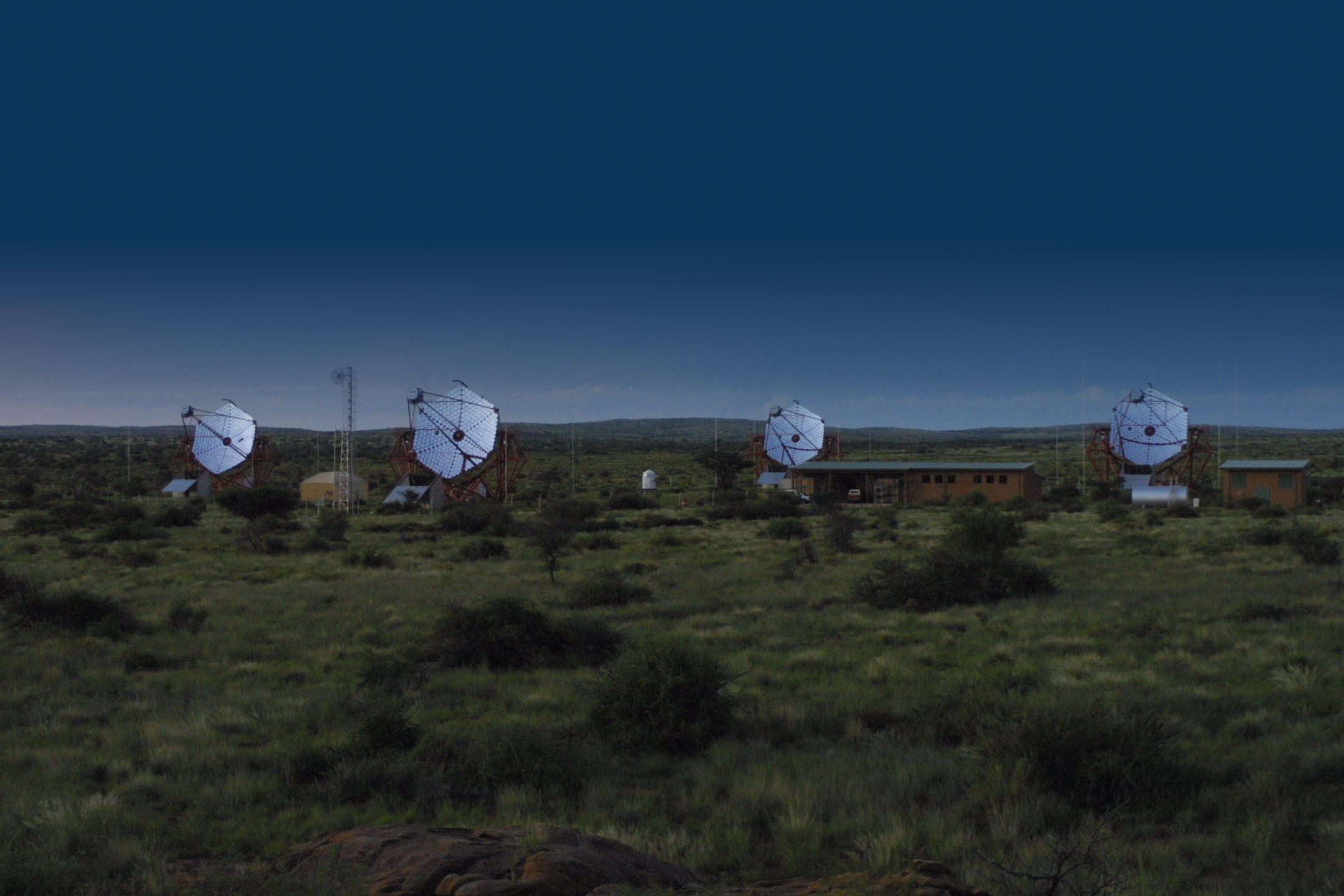
Exemple d'observatoires de rayons cosmiques : l'expérience H.E.S.S. en Namibie.

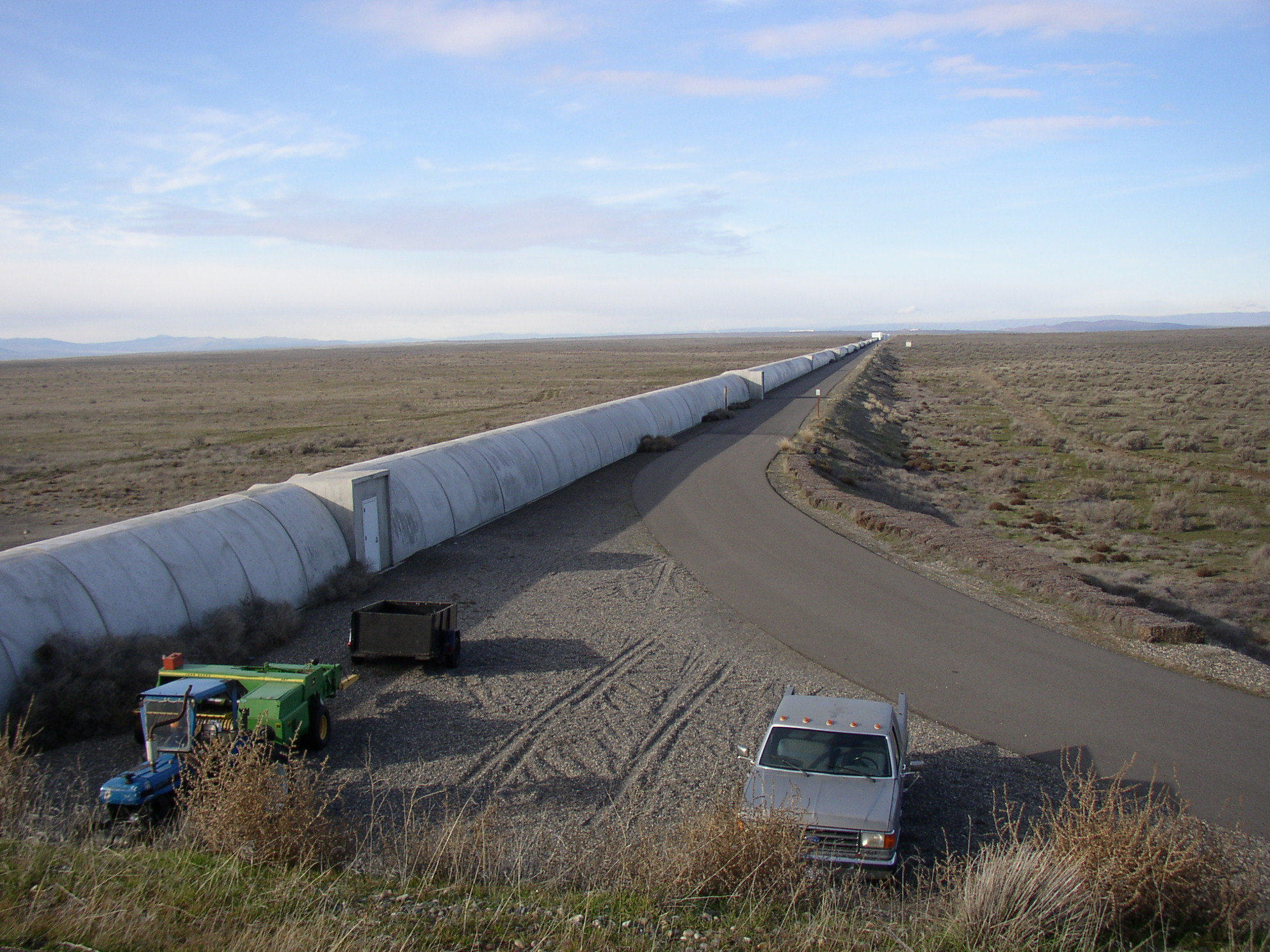
Exemple d'observatoire d'ondes gravitationnelles : le bras nord de l'interféromètre LIGO, aux États-Unis.

Un observatoire astronomique est un lieu destiné à l'observation astronomique. 
On appelle aussi observatoire astronomique une organisation chargée de faire fonctionner un ou plusieurs sites d'observations, tel par exemple l'Observatoire Européen Austral. En France, les Observatoires des Sciences de l'Univers (OSU), sont des organisations de recherche qui ne sont pas nécessairement impliquées dans l'opération de sites d'observations. 

## Ère pré-télescopique
Certains sites archéologiques de la Préhistoire ou de l'Antiquité ont pu être interprétés par certains chercheurs, parfois de manière controversée, comme étant des observatoires de l'ère pré-télescopique. Ils auraient permis la mesure du temps et des saisons et l'observation des phénomènes célestes, comme les éclipses de lune ou du soleil, pour l'agriculture et l'astrologie :
- Abou Simbel et Nabta Playa en Haute-Égypte ;
- Stonehenge, Angleterre ;
- Karahunj, Arménie ;
- Angkor Wat, Cambodge ;
- Kokino, Macédoine ;
- Cheomseongdae, Corée du Sud ;
- le Cercle de Goseck, Allemagne ;
- en Inde, plusieurs observatoires construits par le maharaja Jai Singh II au XVIIIe siècle :
  - le Yantra Mandir de Jaipur, au Rajasthan ;
  - le Jantar Mantar de New Delhi ;
  - le Vedh Shala d'Ujjain, dans le Madhya Pradesh.

## Observatoires modernes
A l'époque moderne et jusque dans le courant du XXe siècle, les observations astronomiques se limitaient au domaine optique: lumière visible reçue des astres. Au fil du temps, suivant le développement des connaissances et des techniques, les observatoires se dotèrent d'instruments scientifiques variés, quadrants et astrolabes d'abord, puis lunettes et télescopes. Ils utilisèrent des dispositifs intégrant les innovations techniques de leur temps: photographie, électricité, électronique, informatique...

## Époque contemporaine
Nombre d'observatoires historiques (Observatoires de Paris, Strasbourg, Greenwich, Bruxelles) sont maintenant dans le centre de grandes villes, dans des sites peu favorables à l'observation à cause de l'éclairage nocturne et des diverses pollutions. Lorsqu'ils restent destinés à la science, ils abritent des laboratoires où les chercheurs, ingénieurs et techniciens préparent les instruments et les demandes d'observation, traitent les observations obtenues, travaillent au quotidien. 
À partir du XXe siècle les méthodes d'étude de l'Univers se diversifièrent. L'observation s'ouvrit à d'autres domaines du spectre électromagnétique, des ondes radio aux rayons gamma. Puis vint la détection de particules venues de l'espace: les rayons cosmiques et les neutrinos. Enfin arrive l'ère de la détection des ondes gravitationnelles. 
Les observatoires peuvent se distribuer en quatre catégories:
- les observatoires astronomiques au sol situés généralement en altitude, loin des sources de pollution lumineuse et chimique pour bénéficier d'une meilleure transparence de l'atmosphère. Ils hébergent:
  - des télescopes destinés à l'observation dans le domaine visible ou infrarouge (comme le VLT)
  - des radiotélescopes qui observent dans le domaine de longueur d'onde de la radio, du millimétrique et sub-millimétrique (comme ALMA ou NOEMA) ;
  - des télescopes solaires, qui servent à observer spécifiquement le Soleil
  - des détecteurs de rayons cosmiques
- les observatoires (ou télescopes) spatiaux ou satellites astronomiques. Ils servent à observer des longueurs d'onde qui sont bloquées par l'atmosphère terrestre, comme les ultraviolets ou les rayons X ;
- les observatoires aéroportés dans lesquels le télescope est emporté en altitude dans l'atmosphère terrestre
- les observatoires souterrains: 
  - observatoires de neutrinos, qui cherchent à détecter les particules ultra-légères que sont les neutrinos, en provenance de l'espace interstellaire, et du soleil
  - observatoires d'ondes gravitationnelles, dont les premières observations véritables ont à peine commencé (voir VIRGO, par exemple).
- l'observatoire virtuel qui est une organisation qui permet de partager globalement les données issues des observations

### Histoire des observatoires - Bibliographie indicative
- David AUBIN, Charlotte BIGG, Otto H. SIBUM (eds.), 2010, "The Heavens on Earth. Observatories and Astronomy in Nineteenth-Century Science and Culture", Durham, Duke University Press.
- Guy BOISTEL (Dir.), 2005, « Observatoires et Patrimoine Astronomique Français », Cahiers d'histoire et de philosophie des sciences, no 54, Lyon, ENS Éditions/S.F.H.S.T.
- Guy BOISTEL, 2010, "L'observatoire de la Marine et du Bureau des longitudes au parc Montsouris, 1875-1914. Une école pratique d'astronomie à destination des marins et des explorateurs", Paris, IMCCE/E-Dite.
- Emmanuel DAVOUST, 2000, "L'observatoire du Pic du Midi. Cent ans de vie et de science en haute montagne", Paris, CNRS Éditions.
- Julien Gressot et Romain Jeanneret, « Determining the right time, or the establishment of a culture of astronomical precision at Neuchâtel Observatory in the mid-19th century », Journal for the History of Astronomy, 53(1), 2022, 27–48, https://doi.org/10.1177/00218286211068572
- Jérôme DE LA NOË, Caroline SOUBIRAN (dir.), 2010, "La (re)Fondation des observatoires astronomiques sous la IIIe République. Histoire contextuelle et perspectives actuelles", Presses Universitaires de Bordeaux.
- Jérôme LAMY, — 2007, "L'observatoire de Toulouse aux XVIIIe et XIXe siècles. Archéologie d'un espace savant", Presses Universitaires de Rennes. — 2008, "La Carte du Ciel", Paris, EDP sciences/Observatoire de Paris.
- Laurence BOBIS, James LEQUEUX (dir.), 2012, "L'Observatoire de Paris. 350 ans de science", Paris, Gallimard/Observatoire de Paris.